# Marek Chłodnicki
Marek Chłodnicki (ur. 5 września 1955 w Poznaniu) – polski archeolog i muzealnik. W latach 2004–2007 dyrektor Muzeum Archeologicznego w Poznaniu. 

## Życiorys
Ukończył w 1979 studia w Katedrze Archeologii, Wydziału Historycznego Uniwersytetu im. Adama Mickiewicza w Poznaniu. W 1984 roku uzyskał stopień doktora.
Od 1983 pracuje w Muzeum Archeologicznym w Poznaniu, do 2004 roku jako wicedyrektor, a następnie dyrektor (zastępując na tym stanowisku zmarłego prof. Lecha Krzyżaniaka). Prowadził wykłady w Instytucie Archeologii i Etnologii Uniwersytetu Mikołaja Kopernika w Toruniu oraz w Instytucie Prahistorii Uniwersytetu im. Adama Mickiewicza w Poznaniu. 
Uczestniczył w wykopaliskach w Polsce (m.in. kierując badaniami Wielkopolskich piramid), Sudanie i w Egipcie (Tell Atrib, Minshat Abu Omar). Wraz z Krzysztofem Ciałowiczem kieruje polską ekspedycją na stanowisku archeologicznym w Tell el-Farcha. 
Jest członkiem:
- International Society for Nubian Studies
- Poznańskiego Towarzystwa Prehistorycznego (w latach 1995–2001 jako prezes)
- International Association of Egyptologists
- International Council of Museums